# Boris (álbum)
Boris  es el primer álbum de estudio y álbum debut de la banda estadounidense de rock: Yezda Urfa, Lanzado inicialmente en 1975 como una demo y como EP.
El álbum inicialmente fue lanzado como una demo o EP en 1975 por el propio grupo sin ninguna afiliación discográfica, Pero en el 2004 la discográfica estadounidense Syn-Phonic Music, decidió lanzar el álbum como el primer álbum de estudio de Yezda Urfa ya que anteriormente para ese entonces el grupo ya se había separado desde 1981.
Su álbum "Sacred Baboon" se consideraba como su único álbum de estudio cooficial, pero en la actualidad se considera como su segundo material discográfico ya que inicialmente no se tenía interés en hacerle una edición en ese entonces llamado al EP o demo de Boris.
El álbum es buscado en la actualidad por los seguidores de culto, es considerado igual una rareza olvidada de la misma escena del rock progresivo.
Otras ediciones del álbum se incluyen la del 2010 por la discográfica japonesa: Belle Antique y otra del 2012 igualmente lanzado por la discográfica Syn-Phonic Music.

## Sonido
El sonido del álbum es principalmente rock progresivo, pero también es considerado de estilo rock sinfónico, y algunas personas han dicho que es de estilo folk progresivo, progresivo sinfónico y también con algunas influencias del rock experimental

## Lista de canciones
Todas las canciones escritas y compuestas por Yezda Urfa. 
| Boris |                                                                  |          |  |
| N.º   | Título                                                           | Duración |  |
| 1.    | «Boris and His 3 Verses (Including "Flow Guides Aren't My Bag")» | 11:00    |  |
| 2.    | «Texas Armadillo»                                                | 01:48    |  |
| 3.    | «3, Almost 4, 6 Yea»                                             | 08:46    |  |
| 4.    | «To-Ta in the Moya»                                              | 10:50    |  |
| 5.    | «Three Tons of Fresh Thyroid Glands»                             | 10:20    |  |
| 42:44 |                                                                  |          |  |

En la reedición de 2004 y 2012 ya lanzado como álbum de estudio, se incluye el siguiente sencillo:
- "The Basis of Dubenglazy While Dirk Does the Dance" - 09:50

## Personal
Todas las letras, composiciones y producción estuvieron a cargo de todos los miembros del grupo durante ese entonces su formación original de Yezda Urfa.
- Rick Rodenbaugh - vocal
- Phil Kimbrough - teclados, sintetizador, mandolina, instrumentos de viento, vocal de apoyo
- Mark Tippins - guitarra y guitarra acústica, banyo, vocal de apoyo
- Marc Miller - bajo, vocal de apoyo
- Brad Christoff - batería, percusión